# لاهه
لاهه (به فرانسوی: La Haye) (نام رسمی در زبان هلندی: Den Haag تلفظ: دِن هاخ [dɛn ˈɦa:x] ()) شهری در غرب کشور هلند و پایتخت اداری این کشور است. لاهه مرکز استان هلند جنوبی نیز است.

## وجه تسمیه
نام این شهر در زبان فارسی از نام آن در زبان فرانسه (La Haye) گرفته‌شده‌است.
نخستین بار در سال ۱۲۴۲ از لاهه به عنوان Die Haghe نام برده شد. در سده پانزدهم، نام des Graven hage مورد استفاده قرار گرفت، به معنای واقعی کلمه "The Count's Wood"، با مفهوم‌هایی مانند "The Count's Hedge, Private Enclosure or Hunting Grounds". "" Gravenhage "از قرن ۱۷ به بعد به طور رسمی برای این شهر استفاده می‌شد. امروزه این نام فقط در برخی اسناد رسمی مانند گواهی‌های تولد و ازدواج استفاده می‌شود. خود شهر از "دن هاگ" در تمام ارتباطات خود استفاده می‌کند.

## مقر سازمان ملل
لاهه یکی از مقرهای سازمان ملل متحد است، به گونه‌ای که ستاد چند مؤسسه این سازمان در این شهر قرار دارد. به این شهر لقب «پایتخت حقوقی جهان» نیز داده‌اند.
لاهه به عنوان خانه حقوق بین‌الملل و داوری شناخته می‌شود. دادگاه بین‌المللی دادگستری، اصلی‌ترین بازوی قضایی سازمان ملل متحد، و همچنین دادگاه کیفری بین‌المللی، دادگاه داوری، یوروپول و تقریباً ۲۰۰ سازمان دولتی بین‌المللی دیگر در این شهر واقع شده‌است.

## جمعیت
جمعیت این شهر بر اساس آمار سال ۲۰۰۷ برابر با ۴۷۴٬۲۴۴ نفر بوده‌است. لاهه پس از آمستردام و روتردام، سومین شهر بزرگ هلند به‌شمار می‌رود.
این شهر با بیش از ۱ میلیون جمعیت شهری، سومین شهر بزرگ هلند پس از آمستردام و روتردام است. منطقه روتردام – کلانشهر لاهه، با جمعیت تقریبی ۲٫۷ میلیون نفر، دهمین منطقه بزرگ اتحادیه اروپا و پرجمعیت‌ترین منطقه در این کشور است. در غرب هلند، لاهه در مرکز محله‌های هاگلندن قرار دارد و در گوشه جنوب غربی محله بزرگ‌تر راندستاد قرار دارد.

## تاریخچه
این منطقه بخشی از استان رومی ژرمانیا پایین بود و نزدیک به مرز امپراتوری، آهکهای آلمانی - رائتیایی فوقانی بود. در سال ۱۹۹۷، چهار نقطه عطف رومی در Wateringse Veld کشف شد. نسخه‌های اصلی آن در موزه «موزه» است. این نقاط عطف فاصله از نزدیکترین شهر روم، فروم هادریانی (ووربورگ امروزی) را نشان می‌دهد و می‌توان آن را به دوران سلطنت امپراطوران آنتونینوس پیوس (۱۳۸–۱۶۱؛ ستون به تاریخ ۱۵۱)، کاراکالا (۲۱۱–۲۱۷)، گوردین مربوط می‌شود.
دربارهٔ منشأ لاهه اطلاعات کمی در دست است. هیچ سند معاصر در توصیف آن وجود ندارد، و منابع بعدی اغلب قابل اعتماد هستند. آنچه مسلم است این است که لاهه توسط آخرین شماری از کاخ هلند تأسیس شد. فلوریس چهارم در حال حاضر دارای دو اقامتگاه در این منطقه بود، اما احتمالاً دادگاه سوم را در سال ۱۲۲۹ توسط هوفویور امروزی خریداری کرد، که قبلاً متعلق به زنی به نام Meilendis بود. احتمالاً، فلوریس چهارم قصد داشت زمین را به قلعه ای بزرگ بازسازی کند، اما قبل از ساختن هرچیزی در مسابقات در سال ۱۲۳۴ درگذشت. پسر و جانشین وی ویلیام دوم در دربار زندگی می‌کرد و پس از انتخاب وی به پادشاهی رومیان در سال ۱۲۴۸، بلافاصله به لاهه بازگشت و از سازندگان دادگاه را به "کاخ سلطنتی" (regale palacium) تبدیل کرد که بعداً Binnenhof ("دادگاه داخلی") نامیده می‌شود. وی در سال ۱۲۵۶ قبل از تکمیل این کاخ درگذشت اما بخشهایی از آن در زمان پسرش فلوریس پنجم به پایان رسید، که برجسته‌ترین آن Ridderzaal ("تالار شوالیه ها") است، هنوز برجسته است. هنوز هم برای رویدادهای سیاسی، مانند سخنرانی سالانه سلطنت هلند از تخت، مورد استفاده قرار می‌گیرد. از قرن سیزدهم به بعد، شماریان هلند از لاهه به عنوان مرکز اداری و محل اقامت خود در هلند استفاده کردند.
دهکده ای که از اطراف Binnenhof سرچشمه گرفته‌است برای اولین بار در منشور مربوط به سال ۱۲۴۲ به عنوان Die Haghe ذکر شده‌است. این روستا در سال ۱۳۵۸ به اقامتگاه اصلی کنت‌های هلند تبدیل شد و بنابراین مقر بسیاری از نهادهای دولتی شد. این وضعیت باعث رشد روستا شد. در اواخر قرون وسطی، این  دهکده به اندازه یک شهر بزرگ شده بود، اگرچه حقوق شهر را دریافت نمی‌کرد. در سالهای ابتدایی، این دهکده در محله یا منطقه روستایی مونستر واقع شده بود که توسط ارباب هیولا اداره می‌شد. با این حال ، کنت به دنبال کنترل مستقیم بیشتر بر روستا، روستا را جدا کرد و یک سفارتخانه جداگانه به نام Haagambacht ایجاد کرد، که مستقیماً توسط کنت‌های هلند اداره می‌شود. قلمرو هاگامباخت در زمان سلطنت فلوریس پنجم به‌طور قابل توجهی گسترش یافت.
در آغاز جنگ هشتاد ساله، عدم وجود دیوارهای شهر فاجعه بار بود، زیرا به نیروهای اسپانیایی اجازه می‌داد تا به راحتی شهر را اشغال کنند. در سال ۱۵۷۵، ایالت‌های هلند که به‌طور موقت در دلفت مستقر بودند، حتی تخریب شهر را نیز در نظر گرفتند اما پس از میانجیگری ویلیام خاموش، این پیشنهاد رد شد. در سال ۱۵۸۸، لاهه به مقر دائمی ایالات هلند و همچنین ایالت‌های عمومی جمهوری هلند تبدیل شد. برای اینکه دولت کنترل امور شهر را کنترل کند، لاهه هرگز وضعیت رسمی شهر را دریافت نکرد، اگرچه بسیاری از امتیازات را فقط به شهرها تعلق می‌گرفت. در حقوق اداری مدرن، «حقوق شهر» دیگر جایی ندارد.

## مراکز فرهنگی
سالن کنسرت لوسنت دنس‌تآتر یکی از مراکز فرهنگی شهر لاهه است.